# (13531) Weizsäcker
(13531) Weizsäcker ist ein Asteroid des Hauptgürtels, der am 23. Mai 2000 nach Carl Friedrich von Weizsäcker, einem Physiker und Philosophen, benannt wurde. Er wurde am 13. September 1991 von Freimut Börngen und Lutz D. Schmadel in der Thüringer Landessternwarte Tautenburg (IAU-Code 033) im Tautenburger Wald in Thüringen entdeckt.